# Bærum SS
Bærum SS, pełna nazwa Bærum Schakselskap – norweski klub szachowy z siedzibą w Bærum.

## Historia
Klub został założony w 1920 roku. W 2019 roku zadebiutował w Pucharze Europy. Norweski klub zajął wówczas 59. miejsce, wygrywając wówczas dwa spotkania (z Le Cavalier Differdange i White Knights Chess Club), a przegrywając pięć (z MRU Wilno, Kennemer Combinatie, ŠK Modra, Arrocco Chess Club i Perfectem). W sezonie 2019/2020 zespół zajął drugie miejsce w 1. divisjon. W 2021 w Pucharze Europy Bærum SS zajął 29. miejsce (3 zwycięstwa i 4 porażki), a rok później został sklasyfikowany na 38. miejscu (2 zwycięstwa, 3 remisy, 2 porażki). W sezonie 2022/2023 zespół wygrał grupę wschodnią 1. divisjon, a następnie zwyciężył w barażach o awans do Eliteserien. Tym samym w sezonie 2023/2024 po raz pierwszy w historii klub grał w Eliteserien. W lidze uzyskano piątą pozycję, a czołowymi zawodnikami drużyny byli wówczas Momcził Petkow i Aleksandyr Dełczew. W 2024 roku w Pucharze Europy Bærum SS wygrał trzy mecze i przegrał cztery; w klasyfikacji końcowej zajął 59. miejsce.